# انتخابات الرئاسة التوغوية 2015
انتخابات الرئاسة التوغولية 2015 هي الانتخابات الرئاسية التي جرت في 25 أبريل 2015، لانتخاب رئيس توغو ‏، فاز بالانتخابات فور غناسينغبي.